# 267 (číslo)
Dvě stě šedesát sedm je přirozené číslo, které následuje po čísle dvě stě šedesát šest a předchází číslu dvě stě šedesát osm. Římskými číslicemi se zapisuje CCLXVII a řeckými číslicemi σξζ.

## Matematika
267 je:
- Poloprvočíslo
- Nešťastné číslo
- Příznivé číslo

## Astronomie
- (267) Tirza je planetka hlavního pásu, kterou objevil v roce 1887 Auguste Charlois

## Doprava
- Silnice II/267 je česká silnice II. třídy vedoucí na trase Německo - Dolní Poustevna – Lobendava – Německo[1]

## Ostatní
- +267 je mezinárodní telefonní předvolba Botswany

## Roky
- 267
- 267 př. n. l.